# Сидоренко Андрій Володимирович
Андрій Володимирович Сидоренко — старший лейтенант окремого загону спеціального призначення НГУ «Азов» Національної гвардії України, учасник російсько-української війни, що загинув у ході російського вторгнення в Україну в 2022 році.

## Життєпис
Андрій Сидоренко народився 16 травня 1980 року у місті Тарко-Сале де його батьки були на заробітках .  
Після закінчення Фастівського ліцею навчався на зварювальника та пастора-проповідника. Працював у сімейній будівельній фірмі. Мав магазин одягу та взуття. Брав участь у Помаранчевій та Революції Гідності.
З 2014 року брав участь у війні на сході України, перебував у зоні АТО/ООС, зокрема, на Донбасі. Військову службу весь цей час проходив у складі окремого загону спеціального призначення НГУ «Азов» Національної гвардії України. 
З початком російського вторгнення в Україну перебував на передовій. Разом із двома своїми рідними братами брав участь в обороні Маріуполя. Про його героїчну загибель стало відомо 15 квітня 2022 року. Загинув на комбінаті Азовсталь .

## Родина
У загиблого залишилася дружина Тетяна, з якою він одружився в 2020 році. Також Андрій мав 2х Сестер та 3х Братів 2є з яких також разом з ним служили та боронили Маріуполь старший загинув 20 Травня у Маріуполі молодший потрапив у полон та був звільнений у травні 2023.

## Нагороди
- Орден «За мужність» II ступеня (2022, посмертно) — за особисту мужність і самовіддані дії, виявлені у захисті державного суверенітету та територіальної цілісності України, вірність військовій присязі [5].
- Орден «За мужність» III ступеня